# Comuna Hrebeni, Kaharlîk
Hrebeni (în ucraineană Гребені) este o comună în raionul Kaharlîk, regiunea Kiev, Ucraina, formată din satele Hrebeni (reședința) și Iușkî.

## Demografie
Componența lingvistică a comunei Hrebeni
     Ucraineană (95,58%)
     Rusă (4,01%)
Conform recensământului din 2001, majoritatea populației comunei Hrebeni era vorbitoare de ucraineană (95,58%), existând în minoritate și vorbitori de rusă (4,01%).